# Kapsida

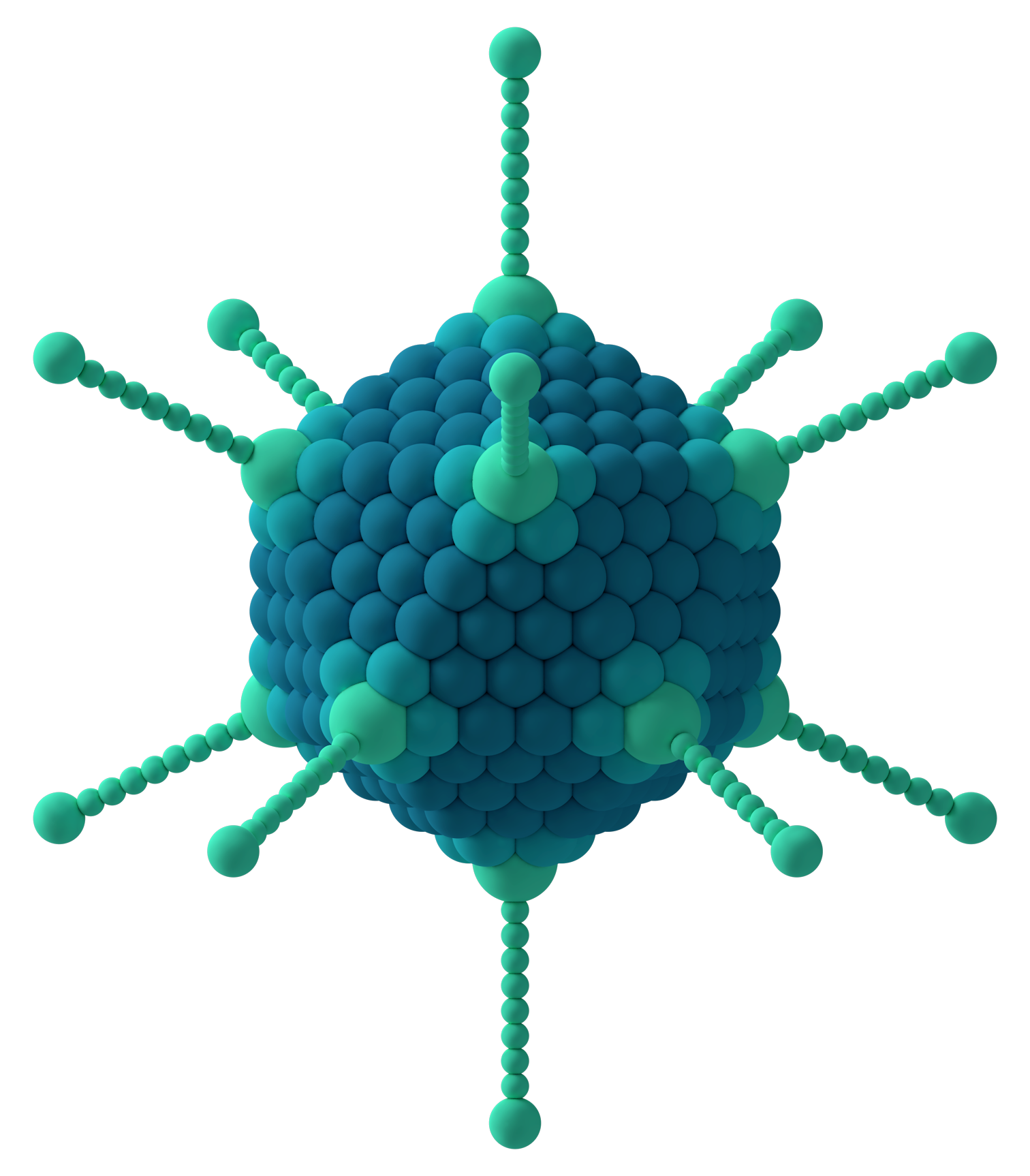
Adenovirus - příklad viru s ikosaedrální kapsidou

Kapsida (též kapsid, nebo také proteinový plášť) je bílkovinné pouzdro virové částice, které obklopuje virovou nukleovou kyselinu (DNA nebo RNA), případně i některé virové proteiny. Kapsida má ochrannou funkci a zpravidla zaniká, jakmile virus dosáhne hostitelské buňky a počne se v ní replikovat. Proteiny kapsidy představují řadu antigenů, proti kterým organismus může vytvářet protilátky.

## Základní struktura
Funkcí kapsidy je především obalit genetický materiál uvnitř: kapsida a v ní uložené nukleové kyseliny se společně označují jako nukleokapsida. Proteiny tvořící kapsidu se označují též jako coat proteiny (z angl. coat – plášť). Jednotlivé kapsidové (coat) proteiny se uspořádávají do větších útvarů známých jako kapsomery (morfologické jednotky). Kapsida je tedy tvořena jednotlivými kapsomerami.

## Typy

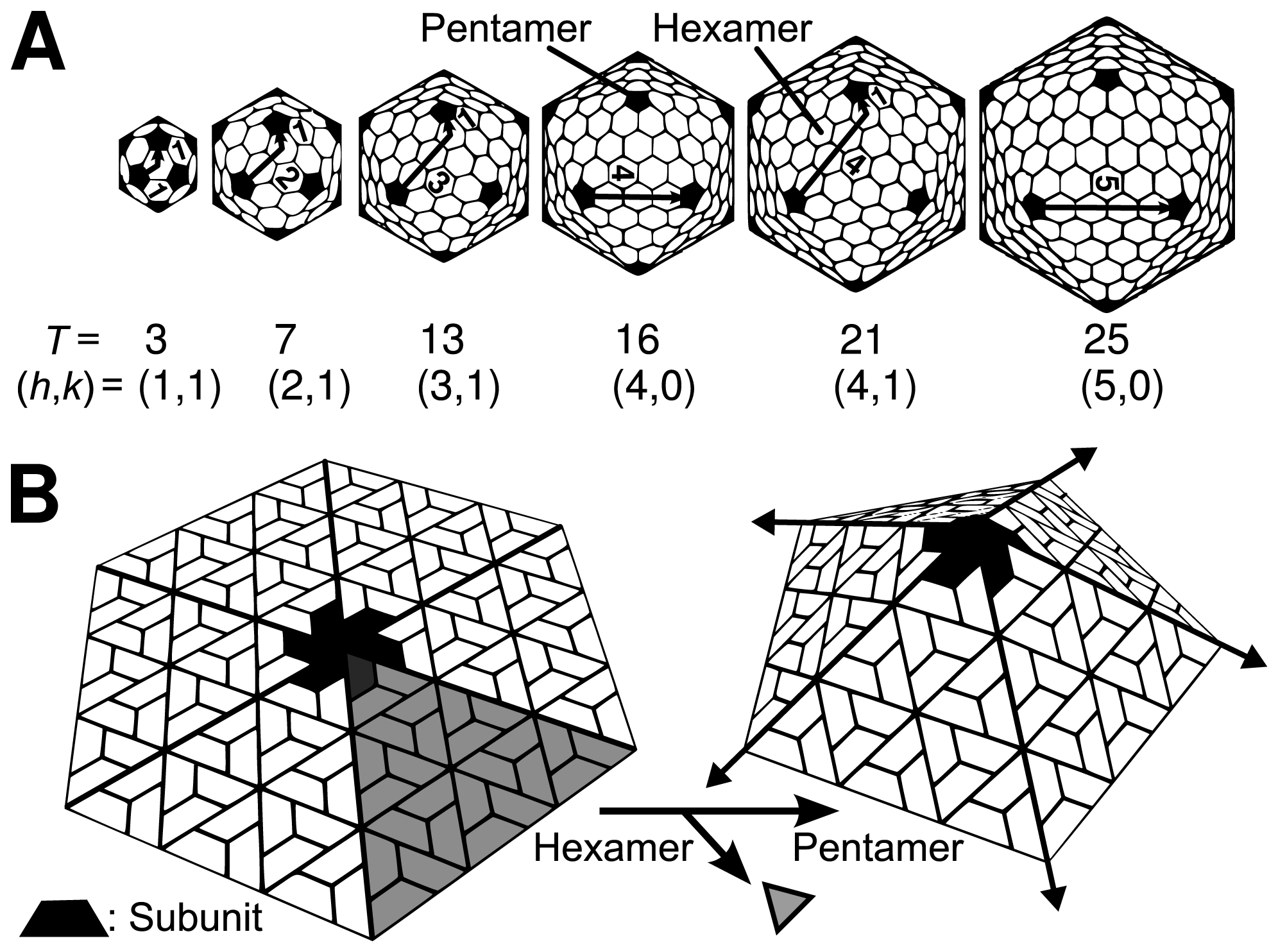
Různě složité ikosahedrální kapsidy: rostoucí T-číslo

Kapsidy se dají rozdělit do dvou hlavních skupin podle jejich tvaru. Většina virů totiž má kapsidy buď tzv. ikosaedrální, nebo helikální.
Ikosaedrální (dvacetistěnová, tvaru dvacetistěnu) kapsida se skládá z dvaceti základních rovných stěn trojúhelníkovitého tvaru, které dohromady vytváří přibližně kulovitý útvar (trochu podobně jako u fotbalového míče).
Helikální kapsidy mají typicky válcovitý tvar. Některé viry se však natolik odlišují, že je přes veškerou snahu nelze zařadit ani do jedné z dvou zmíněných skupin (např. mnohé bakteriofágy). Kapsida se může skládat z jednoho nebo z několika (až mnoha) proteinů. Příkladem za všechny je třeba virus slintavky a kulhavky, jehož kapsida se skládá ze tří kapsidových proteinů – VP1, VP2, VP3.

### Ikosaedrální kapsida

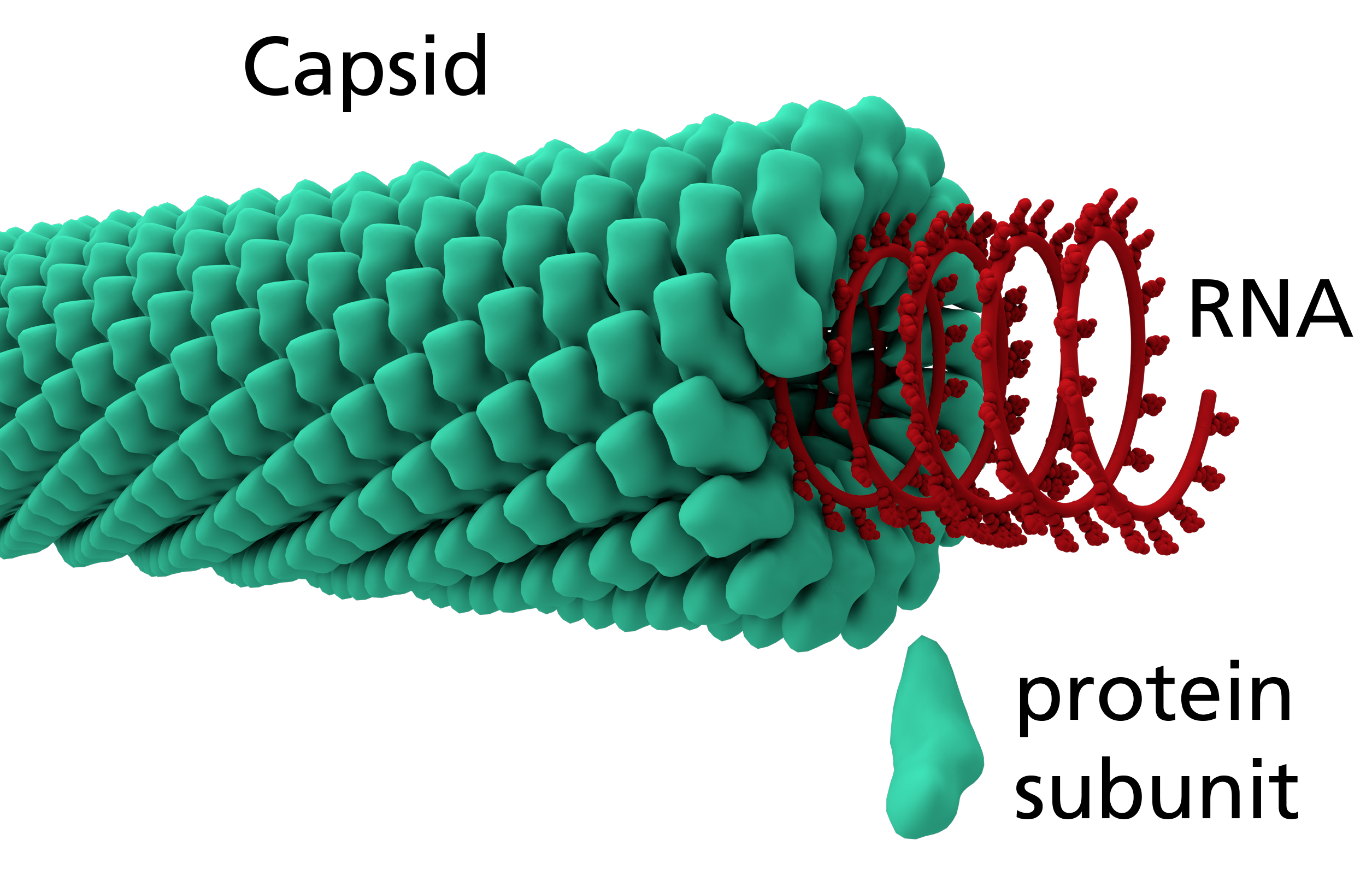
Helikální kapsida

Ikosaedr je česky dvacetistěn, což poměrně přesně vystihuje základní strukturu virů s tímto typem kapsid. Z hlediska geometrie je dvacetistěn trojrozměrné těleso v prostoru, jehož stěny tvoří dvacet stejných rovnostranných trojúhelníků. Virus musí celý tento útvar vystavět z proteinů. Bude-li umístěn jeden virový protein do každého rohu všech trojúhelníků, vychází minimální požadavek na 60 kapsidových proteinů. U velmi malých virů to opravdu stačí a třeba parvoviry (Parvoviridae) mají opravdu pouhých 60 kapsidových proteinů, které se uspořádají do jednoduché ikosaedrální kapsidy.
Virům, které mají větší genom, by to však nestačilo. Viry si vyvinuly různá řešení, jak tento stavební oříšek vyřešit. Třeba picornaviry (Picornaviridae) prostě zvýšily počet proteinů, jež tvoří jeden trojúhelník, z jednoho na tři (čtyři, počítá-li se i VP4 protein, který však ven příliš nezasahuje). Každý z kapsidových proteinů picornavirů je jiný a to klade poměrně značné požadavky na velikost genomu. Jinak to vyřešil např. Norwalk virus (spolu s mnohými dalšími), jehož virion je složen ze 180 zcela totožných kapsidových proteinů. Následkem toho však některé z nich musí ze strukturních důvodů kontaktovat šest okolních kapsidových proteinů, zatímco jiné kontaktují pouze pět okolních proteinů svého typu. To jim evidentně nedělá problémy, zřejmě díky svému značně flexibilnímu a přizpůsobivému uspořádání.
Viry běžně zachází v počtu kapsidových proteinů i mnohem dál, ačkoliv zpravidla odpovídá počet použitých kapsidových proteinů nějakému násobku 60. Už Caspar & Klug určili, že násobek (čili tzv. triangulační číslo, T-číslo) nemůže být libovolný. Konkrétně odpovídá vzorci:
T = h2 + hk + k2,
kde h, k jsou přirozená čísla nebo nula. Již zmíněný Norwalk virus má například T=3, tzn. 180 kapsidových proteinů. Se zvyšujícím se triangulačním číslem vznikají čím dál tím složitější struktury.

### Helikální kapsida
Druhým základním typem uspořádání, ač poněkud vzácnějším, je tzv. helikální (šroubovicová) kapsida. Má zpravidla válcovitý až vláknitý tvar a je tedy zorientována podél jediné, podélné osy. Vznikají šroubovicovitým kladením kapsidových proteinů kolem dokola s pozvolným stoupáním. Jednotlivé helikální kapsidy se liší jak počtem kapsidových proteinů na jednu otočku, tak i úhlem, o který se struktura posune s každým kapsidovým proteinem. Pro helikální kapsidy je typické, že se na ně nukleová kyselina zevnitř váže a stáčí, čímž poměrně věrně kopíruje jejich šroubovicovité uspořádání.

## Funkce
Kapsida (resp. kapsidové proteiny) mají celou řadu funkcí. Často umožňují vlastní assembly (složení) sebe samotného do trojrozměrného útvaru. Dále vážou genomovou nukleovou kyselinu a vytváří kolem ní ochranný plášť. Mohou zprostředkovávat vazbu na hostitelské receptory. V buňce může kapsida umožňovat transport na specifická místa. Jindy jsou schopné se vzápětí po průniku do buňky rozvolnit, aby se obnažila genomová DNA či RNA. Konečně, některé kapsidové proteiny představují proteinové primery nutné pro replikaci genomu.